# Global Teen Challenge
Global Teen Challenge ou Défi Jeunesse est une ONG  humanitaire internationale chrétienne évangélique dont le but est d'aider les jeunes gens à sortir de dépendances. Son siège est situé à Columbus (Géorgie), États-Unis, et son président est Jerry Nance. Elle disposerait de plus de 1 400 centres d'hébergement dans 129 pays du monde.  

## Histoire
L'organisation est fondée en 1960 par David Wilkerson, pasteur des Assemblées de Dieu, à New York, aux États-Unis ,. Le premier programme résidentiel est établi en décembre 1960, dans une maison de Brooklyn. En 1995, Teen Challenge a commencé une expansion internationale. En 2022,  Défi Jeunesse disposerait de plus de 1 400 centres d'hébergement dans 129 pays du monde.

## Programmes
L’organisation offre des programmes de réhabilitation d’une durée générale de 12 mois pour aider les jeunes à sortir de dépendances de toutes sortes (alcoolisme, drogue, crime, prostitution, etc.),.

## Évaluation
En 2011, une étude indépendante effectuée par Wilder Research dans des centres du Minnesota a permis d'évaluer les bénéfices de Défi Jeunesse.
Dans l'étude de 154 anciens résidents ayant obtenu leur diplôme (certifiant la fin de leur séjour), entre 2007 et 2009:
- 74 % des diplômés du programme adultes n'ont indiqué aucune rechute dans les six mois précédents.
- 58 % avaient fréquenté l'école depuis l'obtention.
- 77 % avaient un emploi de 30 heures par semaine ou étaient étudiants à temps plein.
- 80 % ont évalué la qualité globale du programme comme «exceptionnelle» ou «très bonne».

Lorsqu'on a demandé de nommer ce qui avait le plus aidé à la réhabilitation, les participants ont le plus fréquemment cité les aspects spirituels du programme.

## Critiques
En 2012, des cas de violence physique ont été reconnus dans l'école "Gateway Christian Military Academy" de Bonifay en Floride qui accueillait des programmes de Teen Challenge.
En 2013, le sénateur Ron Latz a affirmé que des Juifs avaient été discriminés à Teen Challenge et le sénateur Scott Dibble a affirmé que l’organisation était néfaste pour les gays, parce qu’une ancienne lesbienne avait dit dans une conférence de l’organisation, qu’elle avait été libéré de son homosexualité qu’elle considère comme un péché .  Le directeur exécutif de Teen Challenge, Richard Scherber, a répondu que l’organisation avait une politique de non-discrimination très claire, qui incluait les notions de religion et d’orientation sexuelle.